# Callionymus ogilbyi
Callionymus ogilbyi is een straalvinnige vissensoort uit de familie van pitvissen (Callionymidae). De wetenschappelijke naam van de soort is voor het eerst geldig gepubliceerd in 2002 door Fricke.